# Literární časopis

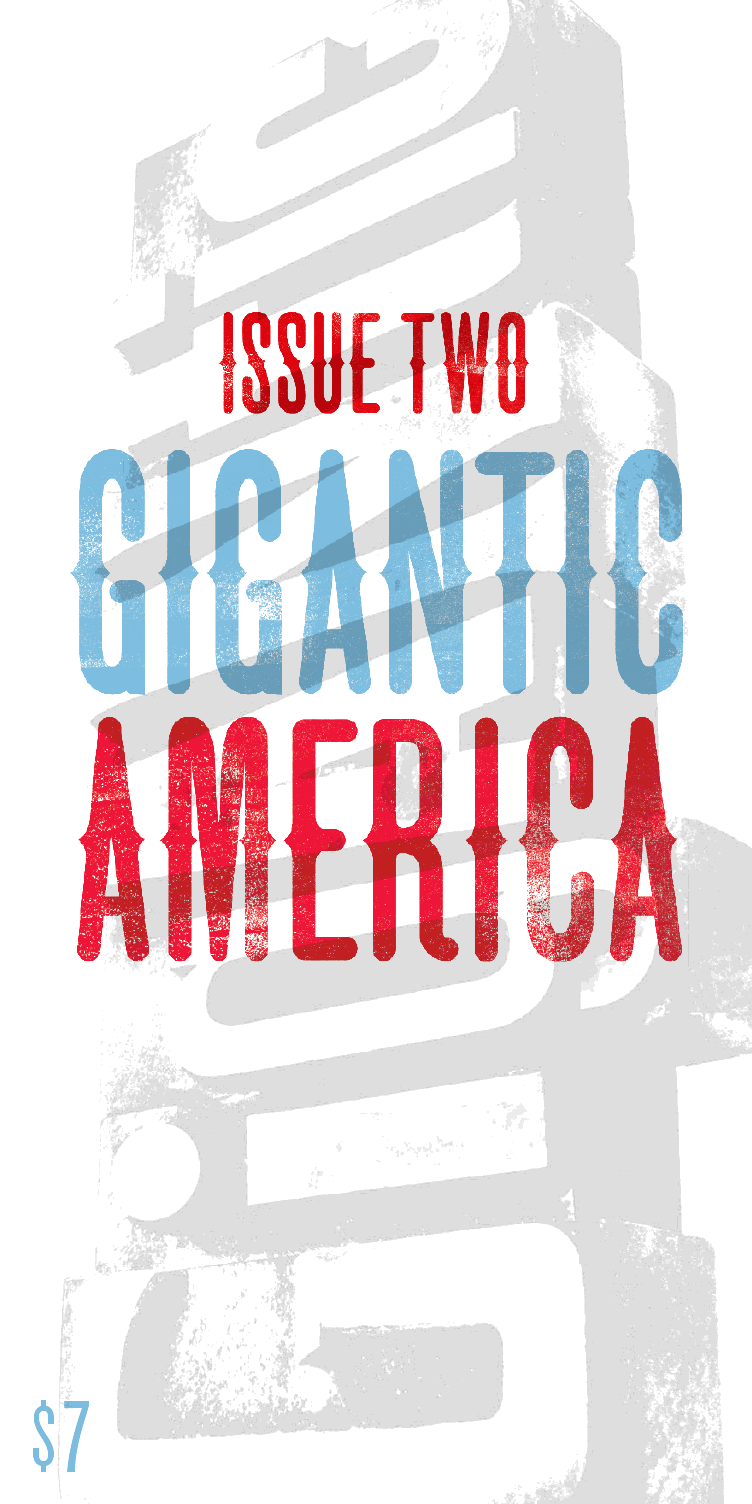
Druhé číslo amerického literárního časopisu Gigantic, který se zaměřuje především na publikaci krátkých próz a fikce.

Literární časopis je periodikum, jehož pozornost se soustředí na literaturu v širokém slova smyslu. Na rozdíl od knižních publikací se vyznačuje seriálovostí a obsahovou pestrostí, případně též vyšší aktuálností.

## Funkce a význam literárních časopisů
Může fungovat jako katalyzátor knižní produkce, tříbí myšlení o literatuře, poskytují důležité informace o nových směrech, autorech a o knižním trhu, podílejí se na utváření hodnotových kritérií. Zajišťují nezbytný komunikační prostor mezi autory a čtenáři, uchovávají literární tradice a kontinuitu literatury. Jsou jednou z mála příležitostí pro tvůrčí výboje a další rozvoj literatury.
Literární časopisy zpravidla publikují kratší prozaické texty (popřípadě delší texty na pokračování), poezii, literárně kritické texty, recenze, eseje apod.

## České literární časopisy
Nejčastěji vycházejícím českým literárním časopisem je obtýdeník Tvar, který se soustředí takřka výhradně na literaturu českou. Mezi největší celoplošné české literární časopisy se dále počítá Host, který pokrývá celou škálu literatury a snaží se ji čtenářům přiblížit přístupnou formou, Revolver Revue, jež je méně pravidelným obsáhlejším sborníkem, revue Souvislosti, anebo Plav se zaměřením na literaturu překladovou.
Mezi další české literární časopisy s menší periodicitou či regionálním dosahem patří Analogon, Weles, Pandora, H aluze či Psí víno.